# イスラム特務連隊

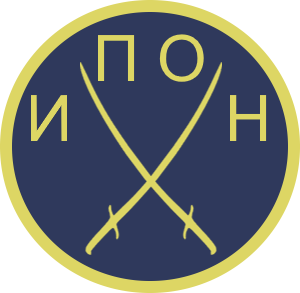
SPIRのエンブレム

イスラム特務連隊（イスラムとくむれんたい、ロシア語: Исламский полк особого назначения;SPIR）はチェチェンの独立派武装勢力。1996年に「ターミネーター」ことアルビ・バラエフ准将によりチェチェン・イチケリア共和国軍の野戦部隊として創設された。
当初の部隊の規模は1000人程度で、シャミル・バサエフや第一次チェチェン紛争に協力したアラブ人と協定を結ぶバラエフの崇拝者で編成され、シャリーア法に基づいたチェチェン・イスラム国家の創設を目指していた。また、特務連隊は戦闘行為だけでなく身代金目的の誘拐も積極的に行っていた。
1998年、穏健独立を目指すマスハドフ政権と対立した特務連隊はグデルメスで反乱を起こす。これにより特務連隊は解体となるが、その後も組織は存続し、(以前より関連があった)ウサーマ・ビン・ラーディンやアルカイーダなどから資金を得て、イギリス人およびニュージーランド人の通信会社職員4人を誘拐して斬首するなど、数々のテロ攻撃を実行した。
2001年にバラエフが戦死。2002年、バラエフの甥を含む残存メンバーがモスクワ劇場占拠事件の犯行グループの中心になり、ロシア政府側の対応ミスにより人質130名が鎮静ガスの中毒で死亡する大惨事の引き金となった。
しかし、これによって国連及びアメリカ合衆国からもテロ組織に指定され、その後の摘発により2006年に勢力を失った。